# Goélette
Cet article concerne le voilier. Pour l'oiseau appelé aussi hirondelle de mer, voir Sterne pierregarin.

Goélette

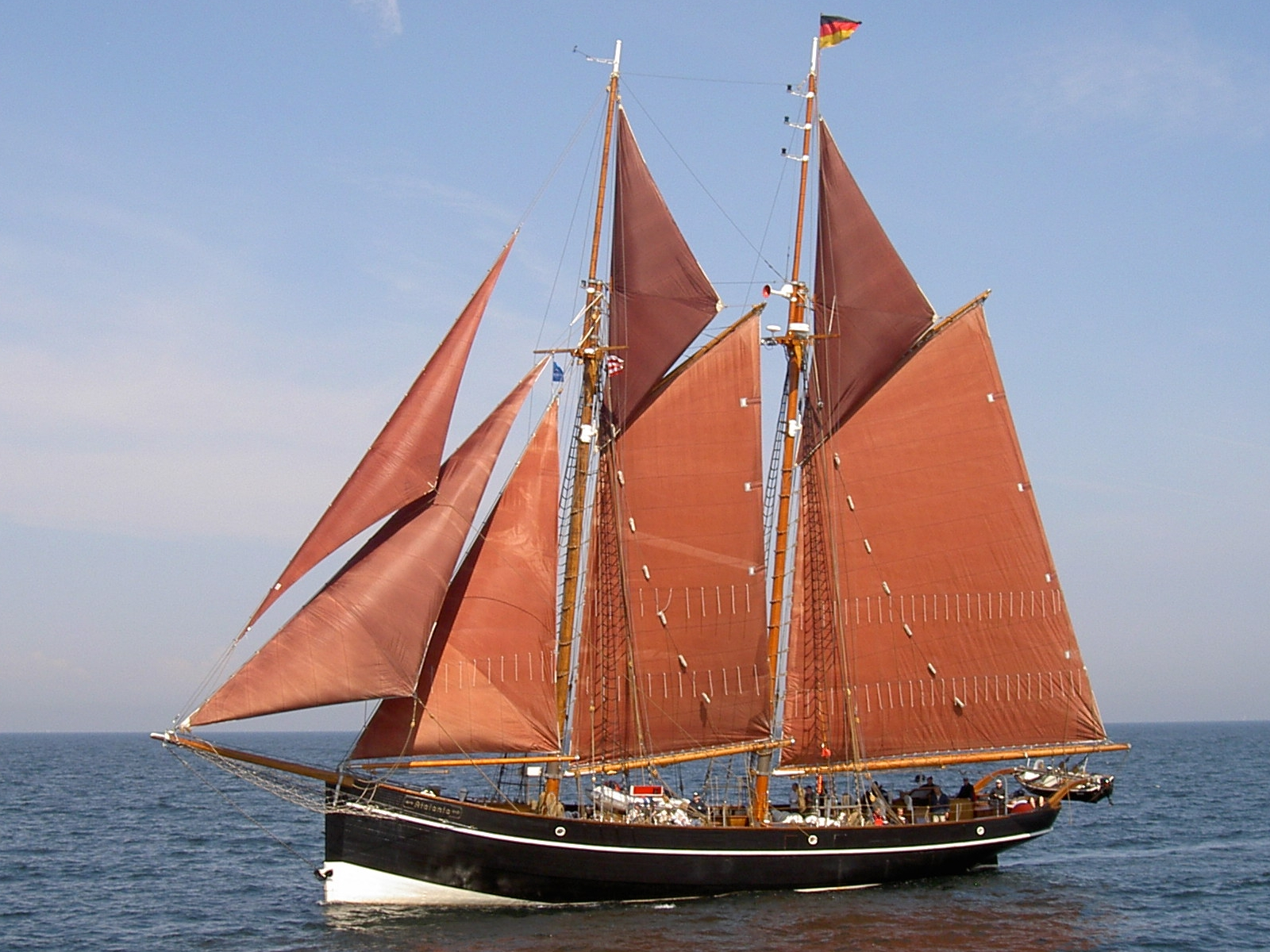
LAtalanta est un exemple classique de goélette : 3 focs et 2 mâts (mât avant de même taille ou plus petit) à doubles voiles : 2 voiles auriques à cornes (voiles principales) et 2 voiles triangulaires (voiles supérieures : flèches)

Une goélette est un voilier équipé de deux mâts ou plus, apparu entre le XVIe et le XVIIe siècle et qui connut son apogée aux XVIIIe et XIXe siècles. Son grand mât, situé à l’arrière, est de hauteur supérieure ou égale à tous les autres. Elle porte généralement des voiles auriques, des voiles d’étai, des focs et parfois des huniers, mais de nombreuses variantes sont possibles, y compris un gréement bermudien.

## Étymologie
Ce gréement a été inventé par des marins hollandais au XVIe siècle sous le nom de Schoener (qui a notamment donné le terme anglais Schooner ou le mot allemand Schoner). 
Un terme francophone n'apparut que tardivement en France, vers 1740, celui de « goëlette », probablement de « goéland » par analogie avec l'aspect effilé de ces navires. L'utilisation de noms d'oiseaux de mer pour désigner des navires ou type de navire est en effet fréquente, comme la frégate qui est également un oiseau de mer.
En Polynésie française, le terme de goélette désigne de nos jours parfois les petits cargos et caboteurs modernes qui assurent les liaisons et le ravitaillement des différents archipels.

## Historique et utilisation

### Possibilité des goélettes
Les goélettes, apparues au XVIe siècle, sont des voiliers élégants, généralement équilibrés et bons marcheurs, et ne nécessitant pas un équipage très nombreux pour la manœuvre. Cependant, contrairement aux voiliers à gréement carré, elles ne pouvaient pas porter une grande surface de voiles, ce qui les limita à des rôles de cabotage ou de pêche hauturière, où leur manœuvrabilité faisait merveille.
Pour compenser ce désavantage tout en conservant une bonne maniabilité, les gréements en brick goélette et les goélettes à hunier sont utilisés. Ils incorporent un gréement mixte à voiles auriques et carrées.

### Essor auXVIIIesiècle
Très utilisé à partir du XVIIIe siècle en Amérique du Nord dans sa version à 2 mâts pour sa maniabilité et sa vitesse malgré des vents défavorables, et ceci grâce à ses voiles auriques, tout en conservant de bonne capacité de charge (cargaison ou hommes) pour un équipage minimal. Ces navires pouvaient également naviguer en eaux peu profondes et être armés d'assez nombreux canons de petit calibre, pour intimider les navires marchands. Au XVIIIe siècle ces navires furent utilisés dans des opérations militaires (embargo, piraterie), de transport (traite négrière, cargo) et de pêche. Il était utilisé couramment pour la pêche à la morue près du Groenland, de l'Islande et de Terre-Neuve (à partir par exemple des ports de Paimpol et Fécamp en France).

### Apogée dans le transport maritime auXIXesiècle
L'apogée des goélettes survient à partir de la deuxième moitié du XIXe siècle avec le développement de la marine de commerce dans des versions de goélette perfectionnées de grande taille à 3 mâts et plus.
Les services du pilotage de San Francisco, créés au milieu du XIXe (à l'époque de la ruée vers l'or) par des pilotes de la Côte Est, adoptèrent également ce gréement. Les goélettes militaires de la jeune marine des États-Unis jouèrent un rôle décisif dans la guerre de Sécession grâce à leurs qualités nautiques de premier ordre, notamment leur vitesse.
Sur la route du thé, où la vitesse était un facteur primordial pour le commerce, ce gréement équipa des navires de plus en plus grands, avec un nombre de mâts croissant de quatre à cinq puis six et jusqu'à sept, pour tenter de concurrencer la vapeur qui allait bientôt supplanter définitivement la voile.

### Navire de course à partir duXIXesiècle
Ce gréement, développé et optimisé pour une recherche de vitesse maximum tout en restant maniable par un équipage réduit pour les navires professionnels, a été adopté par la plaisance depuis la fin du XIXe siècle. On trouve de nombreuses goélettes de toutes les tailles, construites à toutes les époques et encore actuellement, et on trouve des associations de propriétaires de goélettes, très actives.
C'est la fameuse goélette America construite sur le modèle des goélettes pilotes de New York qui vint en 1851 arracher aux Anglais la coupe que les Américains dès lors baptisèrent coupe de l'America.

## Gréement
Les goélettes ont généralement deux mâts (mais peuvent en comporter jusqu'à sept). Le mât de misaine (à l'avant du navire) est plus court ou de même taille que le grand mât. Tous les mâts portent des voiles auriques (voiles au tiers, à cornes ou à livarde) ou triangulaires.
Classiquement, les goélettes présentent plusieurs voiles par mât : les grandes voiles sont auriques et les voiles supérieures sont triangulaires ("Gaff topsail" en anglais). Il est également fréquent d'observer un ou plusieurs mâts à voile unique triangulaire (gréement bermudien) ce qui est souvent le cas dans les bateaux modernes ou de petite taille.
La très grande majorité des goélettes ont une coque bois et 2 mâts mais il existe des goélettes à coque acier et à plusieurs mâts : jusqu'à 7 mâts. Le seul grand voilier en acier gréé en goélette à sept mâts, le Thomas W. Lawson eut une carrière très courte de cinq ans.

## Différence avec les autres gréements

### Deux mâts
La goélette se distingue du ketch par son mât avant plus petit que le mât arrière (ou de même taille), tandis que le ketch a un mât à l'avant plus haut que le mât arrière (grand mât à l'avant, mât d'artimon à l'arrière). Ils sont tous deux à voiles auriques.
La goélette se distingue du brick par son gréement en voiles auriques, tandis que le brick est gréé en voiles carrées avec une brigantine à l'arrière.
Il existe des variantes de gréements voisins des goélettes :
- Le brick, gréé en voiles carrées sur les deux mâts avec une grand-voile et une brigantine.
- Le brigantin désigne un gréement voisin du brick ou du brick-goélette sans grand-voile avec une grande brigantine.
- Le brick-goélette possède le mât de misaine du brick (entièrement gréé en voiles carrées) et le grand-mât de la goélette (gréé entièrement en voiles auriques : brigantine avec ou sans flèche).
- La goélette se distingue du brick par son gréement complet avec des voiles auriques ou voiles triangulaires.
- La goélette franche est une goélette à deux mâts sans huniers.
- Les goélettes qui disposent de voiles carrés s'appelle les goélette à huniers.
- Le Senau (snow an anglais) est un deux-mâts de commerce ou de guerre, peu fréquent, très proche du brick. Il est gréé en voiles carrées avec un petit mât additionnel dit de tapecul ou "mât de Senau" à l'arrière du grand-mât (qui est dédoublé).

| Type de gréement  | Brick                     | Brigantin | Brick-goélette                                                                          | Goélette à doubles huniers                                                          | Goélette à Hunier                                 | Goélette ou Goélette franche                         |
| Type de gréement  | ("brig" en anglais)       | ("Brigantine" s.s. en anglais)                                                                                  | ("hermaphrodite-Brig" ou "shooner-brig" ou "brigantine" s.l. en anglais)                | ("double-topsail schooner" ou "jackass brig" en anglais)                            | ("topsail schooner" en anglais)                   | ("schooner" en anglais)                              |
| ----------------- | ------------------------- | --- | --------------------------------------------------------------------------------------- | ----------------------------------------------------------------------------------- | ------------------------------------------------- | ---------------------------------------------------- |
| Type de gréement  | Brick ("brig" en anglais) | Brigantin ("Brigantine" s.s. en anglais) · Brigantin                                                            | Brick-goélette ("hermaphrodite-Brig" ou "shooner-brig" ou "brigantine" s.l. en anglais) | Goélette à doubles huniers ("double-topsail schooner" ou "jackass brig" en anglais) | Goélette à Hunier ("topsail schooner" en anglais) | Goélette ou Goélette franche ("schooner" en anglais) |
| Exemple de Navire |                           | Le brigantin Experiment, the Newburyport, construite à Amesbury en 1803 (painyure de Nicolay Carmillieri, 1807) |                                                                                         |                                                                                     |                                                   |                                                      |

### Trois mâts et plus

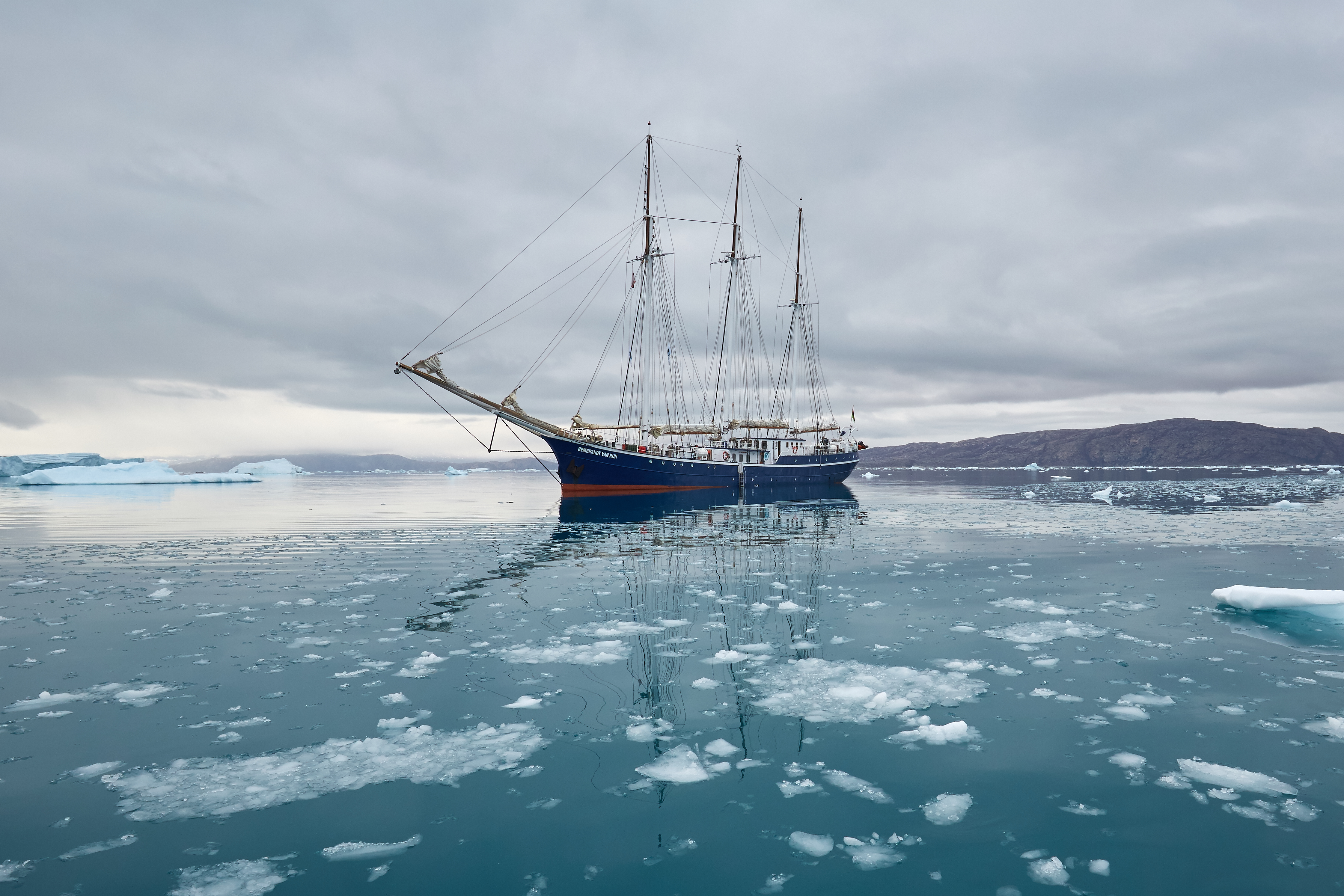
S/V Rembrandt van Rijn dans la baie de Disco, Groenland. Juin 2016.

- Le trois mâts goélette ou barquetin : Trois-mâts ou les deux mâts arrières ont un gréement en voiles auriques (et le mât avant en voiles carrées). Ne pas confondre avec une goélette à trois mâts (3 mâts en voiles auriques à la base de chaque mât).
- Le trois mâts barque : Trois-mâts dont seul le mât arrière a un gréement en voiles auriques (et 2 mâts avant en voiles carrées).
- Le quatre-mâts goélette : Quatre-mâts dont deux à trois mâts arrières ont un gréement en voiles auriques (et un ou deux mâts à l'avant en voiles carrées). Ne pas confondre avec une goélette à quatre mâts (4 mâts en voiles auriques à la base de chaque mât).
- Le quatre-mâts barque : Quatre-mâts dont seul le mât arrière a un gréement en voiles auriques (les autres mâts en voiles carrées).

## Types de goélette
- La goélette franche : goélette à deux mâts, à voiles auriques sans voiles carrées.
- La goélette à gréement bermudien : Goélette moderne à voiles triangulaires sans voiles hautes.
- La goélette à hunier rattachée à la catégorie des goélettes mais possédant une à deux voiles carrées (petit hunier avec ou sans petit perroquet) sur le mât de misaine au-dessus d'une voile aurique. Cette configuration donne un profil facilement reconnaissable aux goélettes à hunier. Les voiles carrées permettent d'améliorer la vitesse par vent arrière. Les goélettes à doubles huniers sont plus rares (chaque mât comporte un hunier). Les deux navires-écoles de la marine nationale française, l’Étoile et la Belle Poule, répliques d'anciens voiliers de pêche à la morue sur les bancs de Terre-Neuve sont deux voiliers jumeaux gréés en goélette à huniers.
- Goélette à trois mâts : Trois-mâts avec une voile aurique à la base de tous ses mâts.
- Goélette à quatre mâts : Quatre-mâts avec une voile aurique à la base de tous ses mâts.
- Goélette à cinq mâts : Cinq-mâts avec une voile aurique à la base de tous ses mâts.
- Goélette à six mâts : Six-mâts avec une voile aurique à la base de tous ses mâts. Dans toute l'histoire de la voile, seuls 10 navires à six mâts ont été construits, ils étaient tous des goélettes.
- Goélette à sept mâts : Sept-mâts avec une voile aurique à la base de tous ses mâts. Dans toute l'histoire de la voile, un seul navire à sept mâts a été construit, c'était une goélette : le Thomas W. Lawson.
- La goélette du Saint Laurent : il s'agit d'une adaptation québécoise de la goélette de pêche qu'on retrouvait sur la côte Est du Canada, et qui était utilisée exclusivement pour le cabotage. Cette adaptation est caractérisée par un fond plat afin de satisfaire les échouages en raison des marées. Vers le début des années 1920 est apparu le moteur à essence puis diesel, ce faisant la motorisation des goélettes a fait en sorte que la goélette du Saint-Laurent a perdu sa voilure et son mat arrière, le mat avant étant désormais uniquement utilisé comme mât de charge. La dernière goélette du Saint-Laurent a été construite en 1959 (le Jean-Richard).

| Types de goélettes | Types de goélettes | Types de goélettes | Types de goélettes | Types de goélettes |
| ------------------ | ------------------ | ------------------ | ------------------ | ------------------ |
|                    |                    |                    |                    |                    |

Selon une autre classification, on pouvait vers le milieu du XIXe siècle distinguer trois types principaux de goélettes :
- les « Islandais » et « Terre-Neuvas », conçus pour la pêche à la morue.
- les « Chasseurs », plus petits mais plus rapides, chargés d'acheminer le sel utilisé par les navires morutiers et de revenir avec la première partie de la pêche.
- les  « Caboteurs », utilisés pour le cabotage ou le trafic des marchandises transmanche, voire transatlantique. Par exemple le transport de charbon depuis Cardiff et, au retour, de poteaux de mines ou de produits agricoles, notamment depuis la Bretagne et le Pays basque [4]

## Quelques goélettes visibles

### En état de naviguer
- L’Anna Rogde (1868)  Norvège est une goélette en bois, une des plus anciennes encore en navigation.
- L’Alma Doepel (1903)  Australie.
- Le Tradewind (1911)  Pays-Bas.
- La Marie Galante (1915)  Pays-Bas.
- Le Gallant (1916)  Pays-Bas.
- Le Hendrika Bartelds (1918)  Pays-Bas.
- Le Catherina (1920)  Pays-Bas.
- Le Marité (1921)  France.
- L’Alabama (1928)  États-Unis.
- L’A.J. Meerwald (1928)  États-Unis.
- L’Etak (1930)  Italie.
- L’Oloferne (1944)  Italie.
- Le Zaca (1930)  États-Unis est une goélette aurique encore en navigation. Ancien bateau d'Errol Flynn.
- Le Brilliant (1932) Mystic Seaport  États-Unis.
- La Belle Poule et l'Étoile (1932)  France, navire-école de la marine nationale française.
- Le Cala Millor (1942) Ibiza  Espagne.
- L'Atyla (1984) Bilbao Espagne.
- Le Swift of Ipswich (1937)  États-Unis.
- L’American Pride (1941), goélette à trois mâts,  États-Unis.
- Le Gladan (1946) et son sister-ship le Falken (1947)  Suède.
- Le Harvey Gamage (1973)  États-Unis.
- Le Californian (1984)  États-Unis.
- Le Quinnipiack (1984)  États-Unis.
- Le WHY (1985)  France, navire d'expédition.
- L’Argia (1986)  États-Unis.
- Inara (1986)  France, navire cinéma.
- Tara (1989)  France, navire scientifique.
- Le Welcome (1989)  États-Unis.
- La Yunyi Baltiets (1989)  Union soviétique puis  Russie
- L’American Spirit (1991)  États-Unis.
- Le Windy (1996)  États-Unis.
- L’Enterprize (1997)  Australie.
- La Marie-Clarisse (1923-2014)  Canada.
- Le Pacific Grace (2001)  Canada.
- La Bluenose II (2014)  Canada (seconde réplique du Bluenose original)
- Le Virginia (2005)  États-Unis.
- L’Argo (2006) îles Vierges britanniques.
- Le Spirit of South Carolina (2007)  États-Unis.
- L'Atalanta (de) (1901)  Allemagne
- La Grosse-Île (1951)  Canada
- La Neire Mâove (1992)   France

| Exemples de goélettes visibles (navires anciens ou répliques) | Exemples de goélettes visibles (navires anciens ou répliques) |
| ------------------------------------------------------------- | ------------------------------------------------------------- |
|                                                               |                                                               |

### Répertoire duNational Historic LandmarkÉtats-Unis
- Le Weymouth (1860).
- Le Stephen Taber et le Lewis R. French (1871), les plus anciens en service.
- Le Governor Stone (1877).
- Le Pioneer (1885), South Street Seaport Museum de New-York.
- L’Alma (1891).
- Le Lettie G. Howard (1893), SSSM de NY.
- Le Western Union (1893).
- Le Victory Chimes (1900).
- L’Adventuress (1913).
- Le Mercantile (1916).
- Le L.A. Dunton (1921) au Mystic Seaport.
- Le Bowdoin (1921), goélette arctique.
- L’Adventure (1926), ancienne goélette de pêche sur Terre-Neuve.
- L’American Eagle (1930).

### Bateaux musées
- La Theresa E. Connor (1938) Goélette de pêche construite à Lunenburg, Nouvelle-Écosse. Elle se trouve au Fisheries Museum of the Atlantic, à Lunenburg. Nouvelle Écosse, Canada
- Le Jean-Yvan (1958) est une goélette typique du Saint-Laurent, construite à Petite-Rivière-Saint-François. Se trouve au Musée maritime de Charlevoix (Saint-Joseph-de-la-Rive, Québec, Canada).
- Le Saint-André (1956) est une goélette typique du Saint-Laurent, construite à La Malbaie. Reconstruite à partir de sa coque, elle est exposée au Musée maritime de Charlevoix (Saint-Joseph-de-la-Rive, Québec, Canada).
- La Marie-Clarisse, ex Archie F.McKenzie  construite à Shelburne, NS (1923) Goélette pêcheuse en Nouvelle Écosse, puis caboteur à Terre-Neuve, puis bateau école au Québec, elle est maintenant un des exhibits au Musée maritime de Charlevoix. Elle a cessé de naviguer en 2014 pour des fins de préservation.
- Fram (1892) : Goélette à hunier polaires

| Exemples de goélettes musées |
| ---------------------------- |
|                              |

## Bateaux disparus
- Le Chasseur (1812)  États-Unis, fut le clipper du corsaire américain Thomas Boyle, surnommé Pride Of Baltimore.
- Le Velox yacht (1876-1914)  Russie  France
- L’Atlantic (1903)  États-Unis, Record de la traversée de l'Atlantique Nord à la voile avec Charlie Barr en 1905 ; détruit en 1982.
- Le Bluenose (1921)  Canada fut une goélette de course légendaire qui a coulé près d'Haïti, le 28 janvier 1946.

| Exemples de goélettes disparues | Exemples de goélettes disparues |
| ------------------------------- | ------------------------------- |
|                                 |                                 |

## Bateaux de course
Parmi les plus connues, la goélette America qui donna son nom à la Coupe de l'America, ou concourent de nombreuses goélettes modernes. Autre goélette célèbre Pen Duick III de Tabarly.

## Les goélettes dans la littérature
Rudyard Kipling dans son ouvrage Capitaines courageux décrit l'initiation d'un arrogant fils de millionnaire à la pêche hauturière sur une goélette équipée de doris, le Sommes-ici de Gloucester.